# Сент Зејвир (Монтана)
Сент Зејвир (енгл. St. Xavier) насељено је место без административног статуса у америчкој савезној држави Монтана.

## Демографија
По попису из 2010. године број становника је 83, што је 16 (23,9%) становника више него 2000. године.
| Група             | 2000.      | 2010.      |
| Белци             | 26 (38,8%) | 32 (38,6%) |
| Афроамериканци    | 0 (0,0%)   | 0 (0,0%)   |
| Азијати           | 0 (0,0%)   | 0 (0,0%)   |
| Хиспаноамериканци | 15 (22,4%) | 4 (4,8%)   |
| Укупно            | 67         | 83         |